# Megachile villipes
Megachile villipes är en biart som beskrevs av Morawitz 1875. Megachile villipes ingår i släktet tapetserarbin, och familjen buksamlarbin. Inga underarter finns listade i Catalogue of Life.